# Mallotus leucocalyx
Mallotus leucocalyx är en törelväxtart som beskrevs av Johannes Müller Argoviensis. Mallotus leucocalyx ingår i släktet Mallotus och familjen törelväxter. Inga underarter finns listade i Catalogue of Life.